# Матвиенко, Алёна Владимировна
Алёна (Елена Владимировна) Матвиенко (род. 31 октября 1975 года, Днепропетровск, Украина) — украинский театральный продюсер, организатор балетных выступлений, сестра танцовщика Дениса Матвиенко.
Как организатор выступлений с участием брата, Алёна сотрудничала с Большим, Мариинским и Михайловским театрами, Американским театром балета, миланским Ла Скала, токийским Новым национальным театром, Национальным театром Словении, а также с балетными фестивалями «Dance Open», «Звёзды балета XXI века» и фестивалем в городе Миккели.
Продюсировала постановку балета хореографа Эдварда Клюга «Quatro». В 2011 году этот спектакль был выдвинут на получение театральной премии «Золотая маска» в номинациях «лучший спектакль в балете» и «лучшая работа хореографа», все исполнители балета — Леонид Сарафанов, Олеся Новикова, Денис и Анастасия Матвиенко — были выдвинуты на получение премии в номинациях «лучшая женская/мужская роль в балете» (премию получил Леонид Сарафанов).
В 2011 году Алёна основала продюсерский центр «Софит», который за несколько лет работы провёл в Киеве более 20 театральных мероприятий с участиями известных артистов балета. В сотрудничестве с Национальной оперой Украины продюсерский центр «Софит» осуществил постановку балетов «Radio and Juliet», «Класс-Концерт» и «Quatro».
В том же 2011 году Алёна совместно с братом основала «Фонд развития искусства Дениса Матвиенко», основная задача которого — поддержка молодых одарённых танцовщиков и развитие балетного искусства на Украине.
В декабре 2013 года Алёна в качестве продюсера начала работу над постановкой балета «Великий Гэтсби»: для создания спектакля были приглашены композитор Константин Меладзе и хореограф Дуайт Роден. Премьера запланирована на октябрь 2014 года, главную роль в балете исполнит Денис Матвиенко.
Мировая премьера балета THE GREAT GATSBY состоялась 28 октября 2014 года в Киеве (Украина). Высокую оценку проекту дал Президент Украины Петр Порошенко, который написал на своей странице в Facebook: «Марина с детьми посетили премьеру балета „THE GREAT GATSBY“. Искусство лечит и наполняет души, налаживает человеческие и межнациональные отношения. Мы должны уважать и поддерживать собственные таланты. Спасибо команде художников и организаторов. Поздравляю украинский балет с грандиозной постановкой!».

## Общественная позиция
Алёна Матвиенко занимает активную гражданскую позицию в вопросах реформирования культуры Украины. Вместе с командой Фонда Дениса Матвиенко она возглавила инициативу «Найди своё место на культурном фронте», обратившись к согражданам с призывом: «перестать говорить и начать действовать!».